# 中性電解水
中性電解水（ちゅうせいでんかいすい、英語: Neutral Electrolyzed Water）は、水道水や食塩水を電解槽で電気分解することで生成した液性が中性域の電解水の総称。一室型無隔膜電解槽で作られた次亜塩素酸及び亜塩素酸イオンが主成分の中性電解水や、一室型無隔膜電解槽で酸性物質と食塩水の混合液を電解にて中和した中和型中性電解水、一室型無隔膜電解槽で生成された水酸化ナトリウムを含むアルカリ性電解水を二室型隔膜電解槽の陽極側で中性化した次亜塩素酸が主成分の二段電解型中性電解水などが存在する。

## 性質
中性電解水は殺菌・抗ウイルス作用を持ち、目や皮膚といった人体への刺激が少ないとされる。ノロウイルスへの殺菌に効果的だと示す論文もあり、衛生管理に使用可能だが、食品添加物などの認可を得ていないため、除菌水として扱われている。

### 二段電解型中性電解水
高純度食塩水から無隔膜電解にて水酸化ナトリウムへ、更に隔膜電解陽極側にて水酸化ナトリウムを次亜塩素酸へと二段階の強力な電解を行うため、次亜塩素酸が非常に豊富に含まれている。また、歯科や獣医分野で広く利用・研究され、生成装置からの愛称でAP水と呼ばれていることが多い。除菌・消臭以外にも、局所止血効果研究や、鳥の感染症PBFDの治療研究のなど、各方面で医学的な研究がされている。